# Refektarz

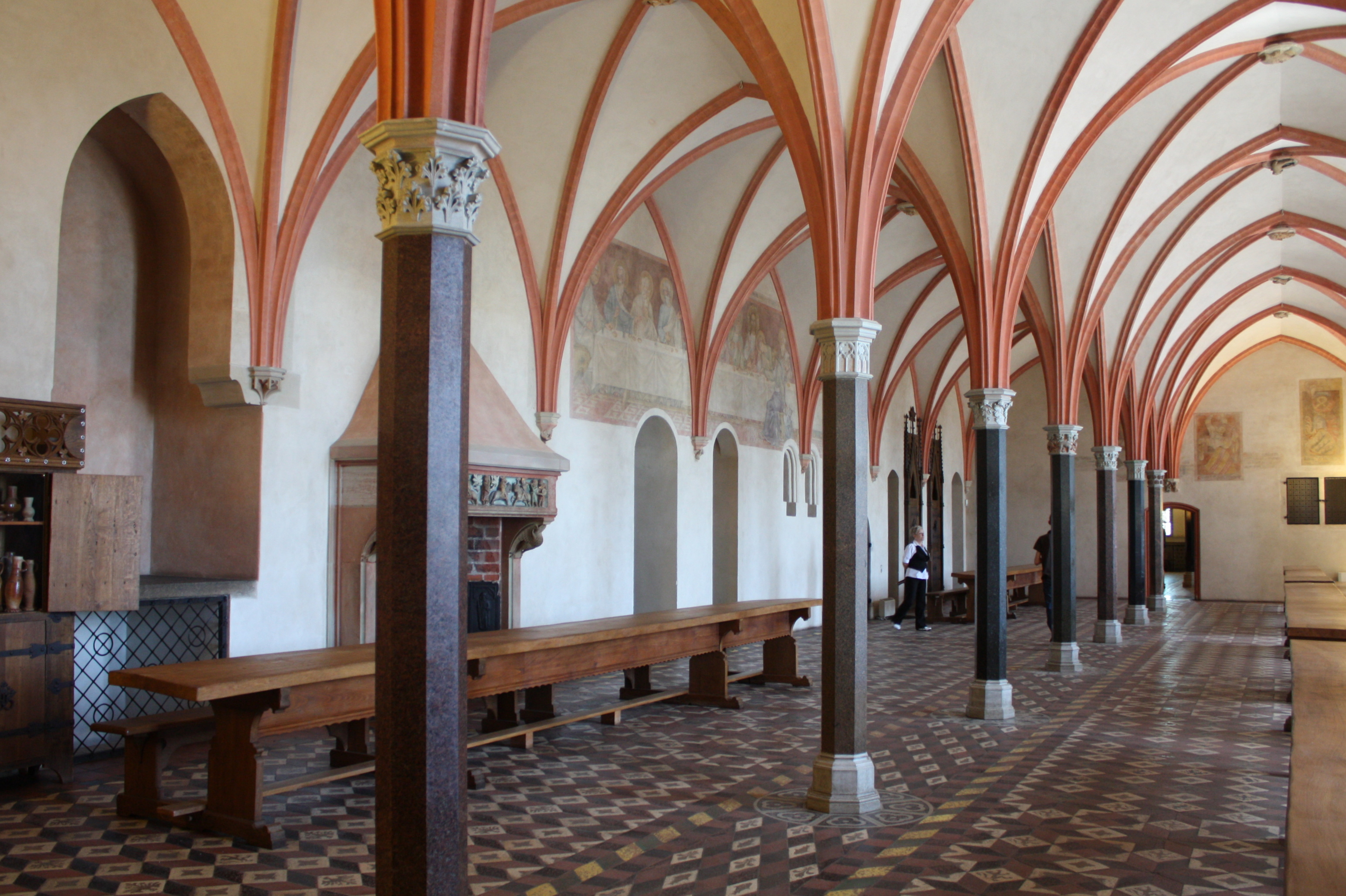
Refektarz konwentu na Zamku Wysokim w Malborku

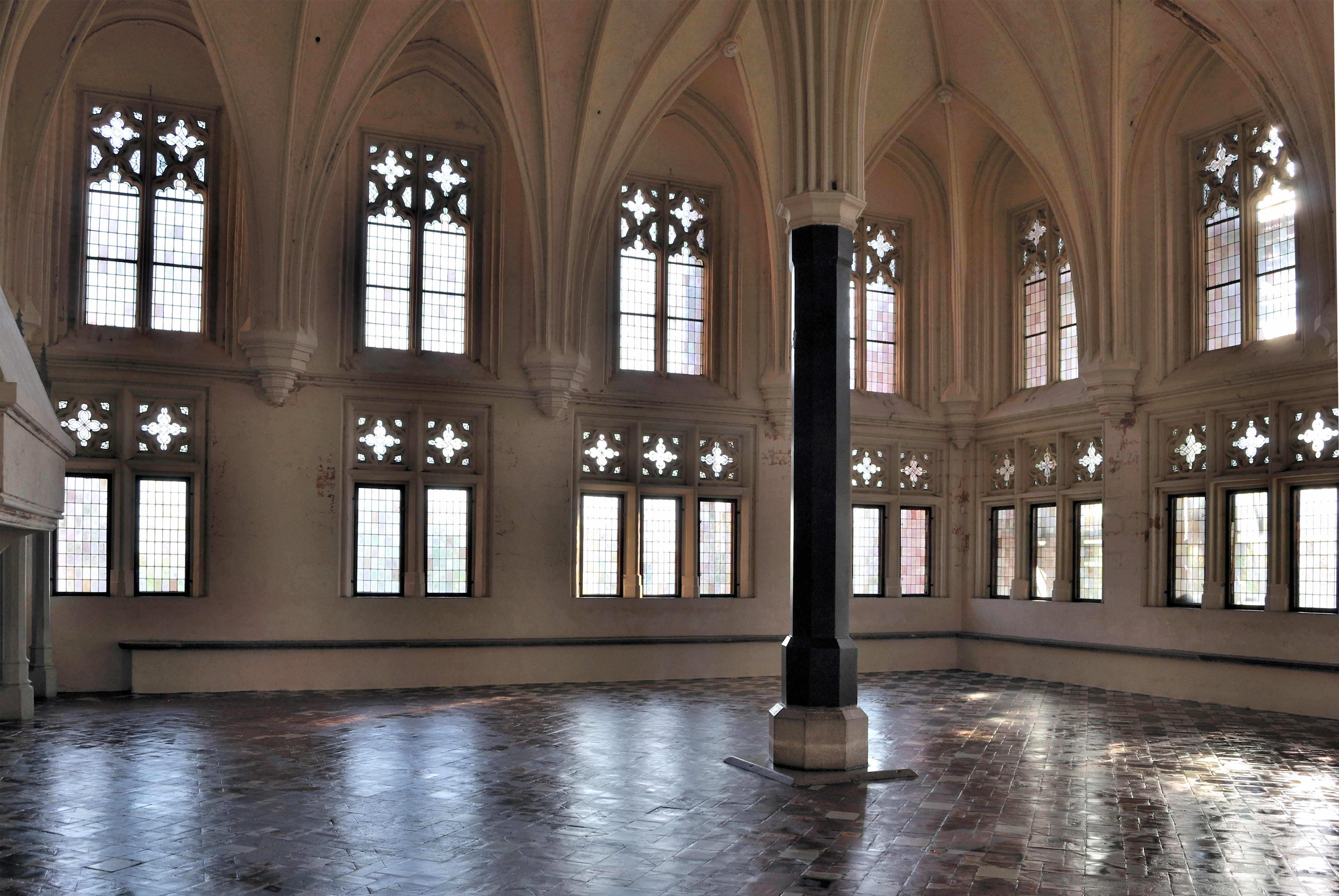
Reprezentacyjny refektarz letni w Pałacu Wielkich Mistrzów w Malborku

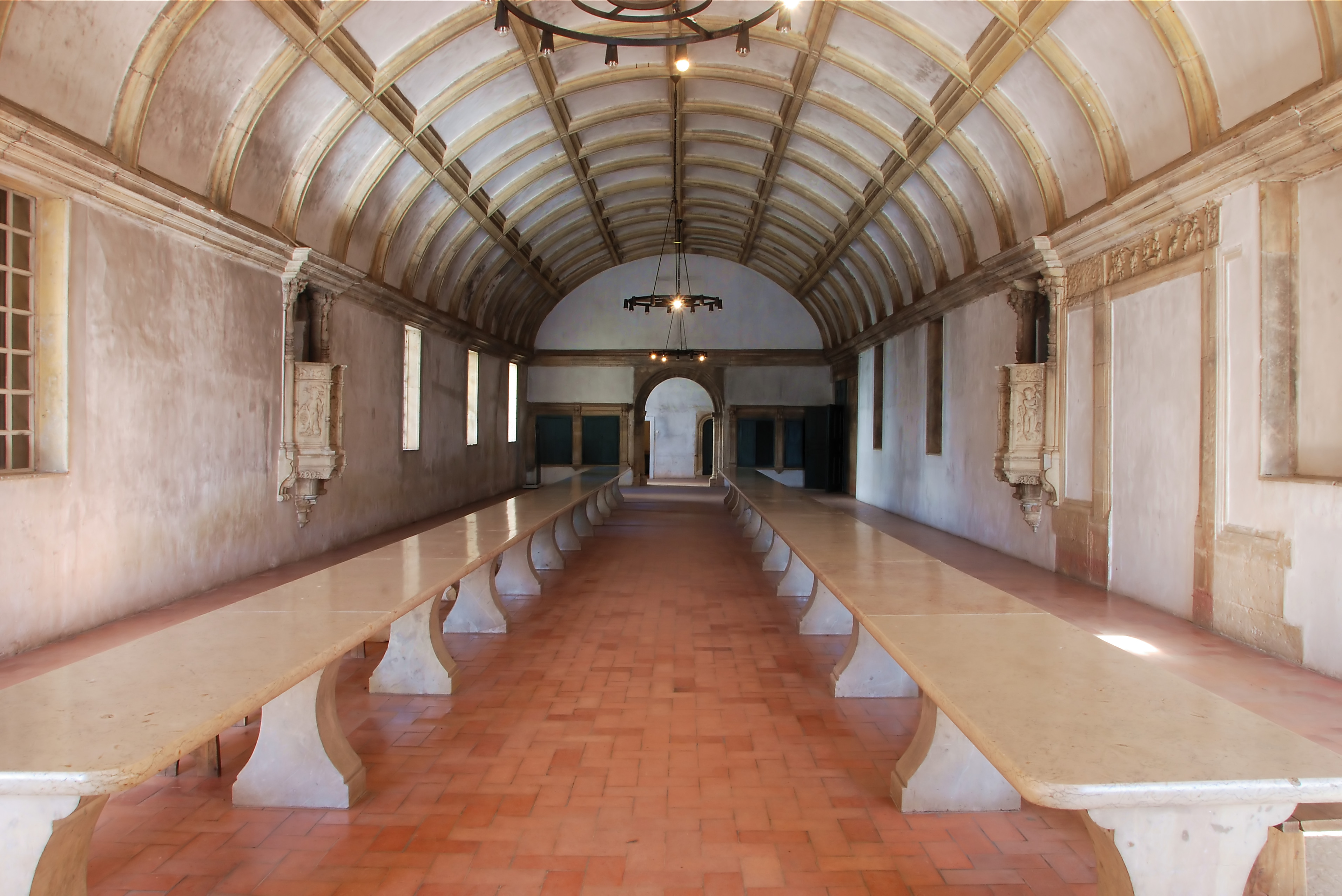
Refektarz na zamku w Tomar w Portugalii

Refektarz (łac. refectorium od reficere – odnawiać) – w budynkach klasztornych, seminariach duchownych i dawnych zamkach zakonów rycerskich duże pomieszczenie służące jako jadalnia, charakterystyczne zwłaszcza dla klasztorów średniowiecznych. 
Refektarze umieszczane były najczęściej przy otaczającym wirydarz krużganku, w skrzydle oddalonym od kościoła (najczęściej było to skrzydło południowe lub północne), po stronie przeciwnej niż kościół. Zarysem i wystrojem architektonicznym był zbliżony do kapitularza. Była to sala najczęściej przykryta sklepieniem krzyżowym, oświetlona dużymi oknami, która była połączona z krużgankiem kilkoma wejściami.
Na zamkach krzyżackich refektarz, oprócz roli jadalni, to także miejsce zgromadzeń dla członków konwentu i pozostałych mieszkańców zamku. Odbywać się tu mogły cotygodniowe kapituły domowe lub spotkania o charakterze rozrywkowym. Świadczą o tym dokumenty Krzyżaków zakazujące uprawiania gier hazardowych podczas takich spotkań. Reguła zakonna ustalała hierarchiczny porządek również w jadalni, wyznaczając ,,trzy stoły", które mogły być traktowane jako odpowiednie miejsca przy tym samym stole. Pierwszy dla członków konwentu, drugi dla półbraci i służących oraz trzeci dla czeladzi zamkowej. Przed rozpoczęciem i po zakończeniu posiłku odmawiano krótką modlitwę, a bracia kapłani udzielali błogosławieństwa. Posiłek należało spożywać w milczeniu, wsłuchując się w treść czytania Biblii, które według Reguły towarzyszyło wieczerzy. Spożywano dwa posiłki dziennie. Jadano jaja, ser lub ryby oraz trzy razy w tygodniu mięso. Pito do tego słabe piwo lub wodę. W czasie postu menu ograniczało się do jednego bezmięsnego posiłku oraz kolacji składającej się wyłącznie z napoju: piwa, wina lub miodu.
Refektarz wyposażony był skromie. Posiadał obszerny stół i ławy, szafę lub skrzynię na naczynia, pulpit do czytania Biblii i Reguły Zakonnej oraz lavabo, czyli niewielką umywalnię wnękową umieszczoną zazwyczaj w pobliżu wejścia. Było to zapewne najprzytulniejsze wnętrze zamkowe. W czasie dnia oświetlane sporych rozmiarów oknami, po zmroku zaś ogniem z kominka oraz świecami i pochodniami. Znajdował się tu największy w zamku kominek. Pomieszczenie ogrzewane było również przez kuchnię i piekarnię znajdującą się poniżej, pod refektarzem.